# Élection gouvernorale de 2013 en Virginie
L’élection gouvernorale de 2013 en Virginie  a lieu le 5 novembre 2013 afin d'élire le gouverneur de l'État américain de Virginie. 
Le scrutin donne lieu à une alternance au poste de gouverneur. En effet, le démocrate Terry McAuliffe est élu pour succéder au républicain Bob McDonnell, qui ne pouvait pas se représenter.

## Contexte
Le gouverneur sortant, le républicain Bob McDonnell, ne peut se porter candidat à un second mandat, la constitution de l'État interdisant au gouverneur d'effectuer des mandats consécutifs.

## Système électoral
Le gouverneur de Virginie est élu au scrutin uninominal majoritaire à un tour pour un mandat de quatre ans non renouvelable de manière consécutive.

## Primaire républicaine
Le procureur général de l'État Ken Cuccinelli est le seul candidat à l'investiture républicaine, après le retrait du lieutenant-gouverneur de l'État Bill Bolling. Il obtient donc sans contestation l'investiture, sans qu'une élection primaire soit organisée.

## Primaire démocrate
L'ancien chef du parti démocrate Terry McAuliffe est unanimement investi comme candidat démocrate, sans opposant. Aucune élection primaire n'est organisée.

## Résultats
|       | Terry McAuliffe     | Démocrate           | 1 069 789 | 47,75 |  |  |  |  |  |
|       | Ken Cuccinelli      | Républicain         | 1 013 354 | 45,23 |  |  |  |  |  |
|       | Robert Sarvis       | Libertarien         | 146 084   | 6,52  |  |  |  |  |  |
|       | Candidats par écrit | Candidats par écrit | 11 087    | 0,49  |  |  |  |  |  |
|       |                     |                     |           |       |  |  |  |  |  |
| Total | Total               | Total               | 2 240 314 | 100   |  |  |  |  |  |